# سرجیو اولیوا
سرجیو اولیوا (۴ ژوئیه ۱۹۴۱ – نوامبر ۱۲، ۲۰۱۲) بدنساز حرفه‌ای اهل کوبا بود که با لقب «اسطوره» شناخته می‌شود. گرچه این لقب توسط ریک وین (نویسنده و بدنساز) به او داده شد اما خود اولیوا در مورد این ادعا تردید داشت. به هر روی احتمالاً «اسطوره» نامیدن اولیوا را وین با خطاب کردنش آغاز کرد (چرا که هر کس که او را در سال ۱۹۶۷ در مسابقات جهانی مونترال می‌دید او را «باور نکردنی» توصیف می‌نمود).

## اوایل زندگی
اولیوا در ۴ ژوئیه سال ۱۹۴۱ در کوبا زاده شد. در دوازده سالگی کار در مزارع نیشکر گواناباکوئا را به همراه پدرش آغاز کرد و در شانزده سالگی با پیشنهاد پدرش به ارتش فولخنثیو باتیستا ثالدیوار پیوست و برای نبرد با کمونیست‌ها به جنگ اعزام شد. افسر مسئول سربازگیری به پدر اولیوا گفت که پسرش به اندازه کافی برای شرکت در جنگ بزرگ شده‌است.
پس از از شکست خوردن در جنگ به دست فیدل کاسترو الیوا پس از مدتی با یک خورشیدپرست آشنا شد که او را به یک باشگاه وزنه‌برداری محلی دعوت کرد. تنها پس از شش ماه آموزش الیوا توانست در وزنه‌برداری دو ضرب بیش از ۳۰۰ پوند و در مجموع بیش از ۱۰۰۰ پوند را بالای سر ببرد.
در سال ۱۹۶۲ در مسابقات وزنه‌برداری قهرمانی ملی کوبا آلبرتو ری گامس به قهرمانی دست یافت و اولیوا دوم شد. اما به دلیل آسیب دیدگی گامس، الیوا برای نمایندگی کوبا در مسابقات آمریکای مرکزی و کارائیب که در کینگستون جامائیکا برگزار می‌شد انتخاب شد.
اولیوا در طول اقامتش در جامائیکا هنگام غفلت نگهبانان، مخفیانه از اقامتگاه خویش خارج شد. او باسرعت بالا مسیر محل اقامتش تا کنسولگری آمریکا را دوید و پس از رسیدن به آنجا نفس نفس زنان خواستار دریافت پناهندگی سیاسی شد. درخواست اولیوا پذیرفته شد و پس از اندک زمانی اولیوا زندگی جدید خود را در میامی به عنوان یک تعمیرکار تلویزیون آغاز کرد.

## زندگی در ایالات متحده
در سال ۱۹۶۳ الیوا به شیکاگو، ایلینوی نقل مکان کرد و در آنجا در یک کارخانه ذوب آهن مشغول به کار شد. وی در روز حدود ۱۰ تا ۱۲ ساعت را در کارخانه فولاد کار می‌کرد و با سپری کردن ۲٫۵ تا ۳ ساعت دیگر در باشگاه ورزشی برای اولیوا تقریباً وقتی باقی نمی‌ماند.به‌هرحال پس از اندک زمانی شهرت و شایعات در مورد بدنساز کوبایی که بیشتر از هر قهرمان محلی المپیک دیگری وزنه برمی‌دارد در گوش‌ها پیچید. الیوا در سال ۱۹۶۳ در مسابقات مستر شیکاگولند برنده اولین رقابت بدنسازی خود شد و پس از آن در سال ۱۹۶۴ در مسابقات مستر ایلینوی مجدداً قهرمان شد اما او در سال ۱۹۶۵ در مسابقات AAU جونیور مستر آمریکا برای کسب قهرمانی شکست خورد و به جایگاه دوم رسید گرچه جایزه "عضلانی ترین" بدن را کسب نمود. در سال ۱۹۶۶ نیز او برنده مسابقات AAU جونیور مستر آمریکا شد و دومین بار پیاپی جایزه "عضلانی"ترین را کسب نمود. او پس از آن به عضویت فدراسیون بین‌المللی بدنسازان درآمد چرا که قهرمانی هر دو مسابقه حرفه‌ای مستر ورلد و مستر یونیورس را در کارنامه خود داشت. در سال ۱۹۶۷ او برنده مسابقه معتبر مستر المپیا گردید.
الیوا با قدی معادل ۵ فیت و ۸ اینچ و با وزنی معادل ۲۲۵ پوند قهرمانی سه دوره پیاپی مستر المپیا را کسب کرد.
الیوا در مستر المپیای ۱۹۶۸ برنده بلامنازع شد. در سال ۱۹۶۹ با شکست دادن برنده یک دوره مسابقات مستر اروپا، برنده یک دوره مسابقات مستر اینترنشنال و برنده چهار دوره مسابقات مستر یونیورس یعنی آرنولد شوارتزنگر برنده قاطع سومین مقام مستر المپیای خود شد. در سال ۱۹۷۷ آرنولد در زندگی‌نامه خود نوشتش گفت: اولین باری که سرجیو اولیوا را دیدم فهمیدم چرا او را اسطوره می‌نامند چون واقعاً باور نکردنی بود!
سرجیوالیوا در سال ۱۹۷۱ به دلیل شرکت در مسابقات NABBA از حضور در مسترالمپیا محروم شد.

## شخصی
- او به مدت ۲۵ سال در نیروی پلیس شیکاگو به عنوان یک افسر خدمت کرد.
- در سال ۱۹۸۶ همسرش یعنی آرلین گرت ۵ گلوله با کالیبر ۳۸. به شکمش شلیک کرد که از این حادثه جان سالم به در برد.[۴]
- پسرش سرجیو اولیوا جونیور همچون پدرش در شیکاگو، ایلینوی به رقابت‌های بدنسازی می‌پردازد.

## مرگ
سرجیو الیوا در دوازدهم نوامبر ۲۰۱۲ بر اثر نارسایی کلیوی در شیکاگو در گذشت. او هنگام مرگ ۷۱ سال داشت و نخستین قهرمان مستر المپیا شد که تا آن زمان درگذشته‌است.

## عناوین بدنسازی
- ۱۹۶۳ مستر شیکاگو – ۱
- ۱۹۶۴ مستر ایلینوی – ۱
- ۱۹۶۴ مستر آمریکا – AAU, ۷
- ۱۹۶۵ جونیور مستر آمریکا – AAU, ۲
- ۱۹۶۵ جونیور مستر آمریکا – AAU عضلانی ترین
- ۱۹۶۵ مستر آمریکا – AAU 4
- ۱۹۶۵ مستر آمریکا – AAU عضلانی ترین
- ۱۹۶۶ جونیور مستر آمریکا – AAU, برنده
- ۱۹۶۶ جونیور مستر آمریکا – AAU عضلانی ترین
- ۱۹۶۶ مستر آمریکا – AAU, 2nd
- ۱۹۶۶ مستر آمریکا – AAU عضلانی ترین
- ۱۹۶۶ مستر ورلد IFBB برنده اورال
- ۱۹۶۶ مستر ورلد IFBB, بلند قد، 1st کلی
- ۱۹۶۶ مستر یونیورس – IFBB برنده
- ۱۹۶۶مستر المپیا – IFBB 4
- ۱۹۶۷ مستر المپیا – IFBB, برنده
- ۱۹۶۷ یونیورس – IFBB برنده اورال
- ۱۹۶۸ مستر المپیا – IFBB برنده بلامنازع
- ۱۹۶۹ مستر المپیا – IFBB, برنده
- ۱۹۷۰ مستر ورلد – AAU، بلندقد ۲
- ۱۹۷۰ مستر المپیا – IFBB 2
- ۱۹۷۱ یونیورس – Pro - NABBA بلندقد ۲
- ۱۹۷۲ مستر المپیا – IFBB 2
- ۱۹۷۲ مستر گلکسی – WBBG, 1st
- ۱۹۷۳ مستر اینترنشنال/ Mr Azteca – IFBB حرفه‌ای ۱
- ۱۹۷۳ مستر گلکسی – WBBG, 1st
- ۱۹۷۴ مستر اینترنشنال – WBBG حرفه‌ای ۱
- ۱۹۷۵ مستر المپوس – WBBG, برنده
- ۱۹۷۶ مستر المپوس – WBBG, برنده
- ۱۹۷۷ Pro قهرمانی جهان – WABBA, 1st
- ۱۹۷۸ مستر المپوس – WBBG, برنده
- ۱۹۸۰ Pro قهرمانی جهان – WABBA, 1st
- ۱۹۸۰ جام جهانی حرفه‌ای – WABBA, برنده
- ۱۹۸۱ جام جهانی حرفه‌ای – WABBA, برنده
- ۱۹۸۴ مستر المپیا – IFBB, 8th
- ۱۹۸۴ قهرمانی حرفه‌ای ایالات مرکزی – WABBA 1
- ۱۹۸۵ مستر المپیا – IFBB, 8th[۶]